# Hidden Folks
Hidden Folks is een computerspel dat werd ontwikkeld door Adriaan de Jongh en Sylvain Tegroeg. Het spel werd in 2017 uitgebracht voor diverse platforms.
Hidden Folks is een spel waarin spelers de taak hebben verborgen personages, objecten en dieren op te sporen. Het spel is vergelijkbaar met de Britse boekenreeks Where's Wally? De meeste objecten in de omgeving kunnen worden verzameld door erop te klikken.

## Ontvangst
Het spel werd in 2017 genomineerd voor "Best mobile game" bij de The Game Awards.